# An Evening with Dua Lipa
An Evening with Dua Lipa (en español: «Una noche con Dua Lipa») es un especial para televisión por la cantante albanobritánica Dua Lipa. El especial se emitió primero en la cadena de transmisión británica ITV1 el 8 de diciembre de 2024. El especial fue estrenado por la compañía de cable americana CBS y simultáneamente por el servicio de streaming Paramount+ el 15 de diciembre de 2024. Consiste en una presentación en solitario y un selecto dueto con el cantante británico Elton John, es parte de la promoción de su tercer álbum de estudio Radical Optimism (2024). El especial fue grabado el 17 de octubre de 2024 en el Royal Albert Hall en Londres, Inglaterra.
La cantante estuvo acompañada en el escenario por una orquesta de 53 integrantes y músicos afines a la artista, entre los que destaca la Heritage Orchestra. Antes de su lanzamiento, el primer álbum en vivo de Lipa se lanzó el 6 de diciembre de 2024 a través de Warner Records. La transmisión de CBS fue vista por 2,88 millones de espectadores.

## Antecedentes

El especial de televisión se realizó en el Royal Albert Hall de Londres.

Dua Lipa presentó su tercer álbum de estudio titulado Radical Optimism (2024), a través de las redes sociales el 13 de marzo de 2024. El álbum está inspirado en la ciudad natal de Lipa, Londres, por su «confianza y libertad del Britpop de los 90». El concepto fue presentado por un amigo cercano, y Lipa capturó la «esencia de la juventud y la libertad» para poder incorporarla en sus sesiones de grabación. Posteriormente la cantante anunció su tercer gira mundial en promoción al álbum.
Lipa subió un poster a Instagram en el que se muestra que realizará un show de única presentación en el Royal Albert Hall de Londres. Los fans que reservaron el álbum obtuvieron acceso a la preventa el 10 de abril, seguido de la venta general de entradas dos días después, a través de Ticketmaster. El disco de neo-psicodelico fue lanzado el 3 de mayo de 2024, generando críticas favorables de los críticos musicales.
El concierto tuvo lugar el 17 de octubre de 2024, y Lipa estuvo acompañada en el escenario por la Orquesta Heritage dirigida por el compositor británico Ben Foster, su banda de siete integrantes y catorce coristas. Las cadenas de televisión CBS Entertainment e ITV confirmaron en un comunicado de prensa el 23 de octubre que la artista protagonizaría un especial de televisión titulado «An Evening with Dua Lipa».

## Sinopsis
El especial comienza con la vista de una pasarela en forma de S, rodeada por la orquesta de 53 piezas dirigida por Ben Foster. La cámara corta con frecuencia a Lipa caminando por detrás del escenario desde el Royal Albert Hall. Lipa aparece en el escenario estrenando su cabello negro, vestida con un vestido rojo «satinado» con capas de tul carmesí. Lipa abrió su espectáculo con una interpretación de «Houdini» (2023). Al finalizar la presentación, el programa corta a una entrevista con Lipa, que incluye imágenes de ella y la orquesta ensayando. Con frecuencia interactuó con el público, como ver los atuendos y la reacción de los asistentes, luego hizo que ella y los coristas interpretaran «Levitating» (2020) y «Maria» (2024). Volviendo a la entrevista, Lipa estaba recordando al ver imágenes de su yo más joven cantando y le dio crédito a su profesor de música de la infancia llamado Ray; ambos se reunieron después de no verse durante diez años. «Anything for Love» (2024) fue interpretada en una suave versión de piano.

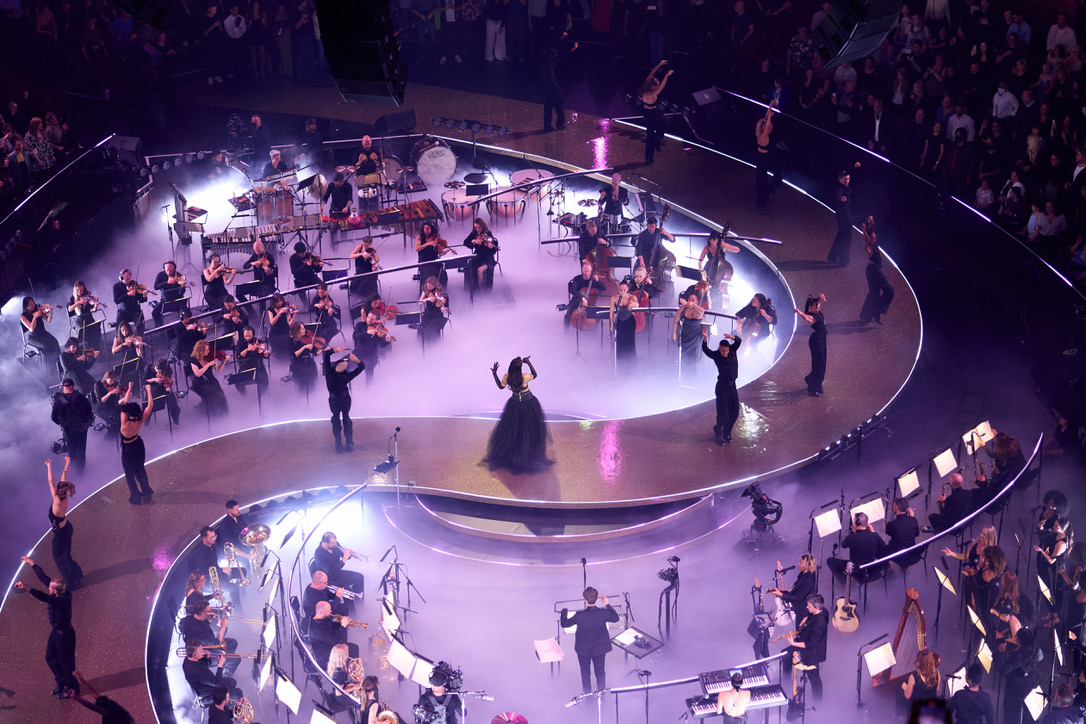
Lipa junto a la Orquesta Heritage.

La cantante habló sobre su estrecha relación con el cantante británico Elton John, donde ambos actuaron juntos por primera vez en su fiesta anual de la fundación contra el SIDA transmitida en vivo en abril de 2021. John recordó haber llamado a Lipa para una colaboración de remix, en la que hubo un sí inmediato. En el especial, Lipa reapareció en el escenario con un vestido «gótico» bordado con capas de encaje negro. Cuando comenzó a interpretar la canción que encabezó las listas «Cold Heart (Pnau remix)» (2021), le dio la bienvenida a John al escenario y ambos cantaron un dueto seleccionado. Después de que John fuera escoltado fuera del escenario, Lipa cantó «Happy for You» (2024) y le pidió a la audiencia que aplaudiera, mientras corría por el escenario. 
Lipa y sus hermanos Gjin y Rina deambularon por los grandes almacenes Liberty en busca de adornos navideños y explicaron cómo las fiestas unen a las familias en tiempos de necesidad. Continuando con el programa, Lipa finalizó la actuación con un popurrí entre «Dance the Night» (2023) y «Don't Start Now» (2019), mientras caía confeti blanco agradeció al público y a la orquesta por unirse a ella.
La versión de CBS contiene interpretaciones adicionales de «These Walls», «Love Again» e «Illusion». También incluye tomas filmadas en locaciones de la ciudad de Nueva York.

## Moda
A lo largo del especial, Lipa presentó un conjunto de dos atuendos personalizados. Cuando apareció por primera vez en el escenario, la cantante lució un vestido rojo cereza con corsé de Jean Paul Gaultier recreado,  con capas de tul carmesí, una abertura dramática y guantes de ópera color burdeos. Su segundo atuendo es un vestido Chanel monocromático personalizado compuesto de perlas bordadas con adornos de camelia característicos. Lipa le dio crédito a la diseñadora de moda y estilista estadounidense Jahleel Weaver por la curaduría de ambos vestidos.

## Álbum en vivo
Lipa anunció que en noviembre de 2024 su primer álbum en vivo se grabaría durante el concierto especial, incluye una única aparición especial del cantante británico Elton John. El álbum en vivo fue lanzado el 6 de diciembre de 2024 por Warner Records.

### Lanzamiento
Dua Lipa Live from the Royal Albert Hall fue lanzado el 6 de diciembre de 2024 a través de Warner Records. La lista de canciones constaba de varias canciones extraídas íntegramente del tercer álbum de estudio de Lipa, Radical Optimism (2024), cuatro canciones de Future Nostalgia  (2020) y una canción de su álbum de estudio debut homónimo  (2017). También cuenta con versiones de las canciones «Dance the Night» (2023), «Sunshine» (2021) de la cantante inglesa Cleo Sol, y tuvo una aparición especial en solitario con el cantante Elton John para interpretar «Cold Heart» (2021).

### Recepción crítica
El álbum en vivo obtuvo críticas positivas de parte de los críticos. Mike DeWald de Riff Magazine manifestó que: «que si el ritmo de las pistas originales se mantiene en toda la interpretación, pero el arreglo de la orquesta agrega capas exuberantes y dramáticas que van más allá del simple acompañamiento», destacando principalmente las canciones: Houdini, Training Season, Happy For You y Falling Forever, sin embargo, destaca que el momento más conmovedor del álbum es una versión de «Sunshine» de la artista británica Cleo Sol. Por su parte, Mark Sutherland de Variety declaró que: «ciertamente, varios de los temas menos publicitados de Radical Optimism se beneficiaron enormemente del enfoque orquestal».
Mary Kozeny de The Heights menciona que [Lipa] reinventó su catálogo musical con tanta ambición y gracia, creando algo más que un álbum en vivo: «un argumento convincente a favor del lugar de la música pop en las grandes tradiciones de la interpretación musical». Por su parte, Jon Dolan de Rolling Stone destacó que uno de los mejores momentos del álbum fue su interpretación de la canción Cold Heart (Pnau remix) con Elton John. Rolling Stone Francia le otorgó 4.5 de 5 estrellas al álbum, declarando que: «[Lipa] demuestra con esta actuación en vivo que es más que una maquina de éxitos, sino una artista versátil y ambiciosa».

### Lista de canciones
| Dua Lipa Live from the Royal Albert Hall — Edición estándar |                                | |                                    |          |  |
| N.º                                                         | Título                         | Escritor(es)                                                                                         | Productor(es)                      | Duración |  |
| 1.                                                          | «Overture»                     | Ben Foster Charles Monneraud William Bowerman                                                        | Charles Monneraud William Bowerman | 1:46     |  |
| 2.                                                          | «End of An Era»                | Dua Lipa Kevin Parker Danny L. Harle Caroline Ailin Tobias Jesso Jr.                                 | Monneraud Bowerman                 | 3:59     |  |
| 3.                                                          | «Houdini»                      | Lipa Parker Harle Ailin Jesso                                                                        | Monneraud Bowerman                 | 3:56     |  |
| 4.                                                          | «Training Season»              | Lipa Parker Harle Ailin Jesso Nick Gale Martina Sorbara Shaun Frank Yaakov Gruzman Steve Mastroianni | Monneraud Bowerman                 | 3:40     |  |
| 5.                                                          | «These Walls»                  | Lipa Andrew Wyatt Harle Billy Walsh Ailin                                                            | Monneraud Bowerman                 | 3:50     |  |
| 6.                                                          | «Whatcha Doing»                | Lipa Parker Harle Ailin Jesso Ali Tamposi                                                            | Monneraud Bowerman                 | 3:58     |  |
| 7.                                                          | «French Exit»                  | Lipa Parker Harlen Ailin Jesso                                                                       | Monneraud Bowerman                 | 3:45     |  |
| 8.                                                          | «Illusion»                     | Lipa Parker Harle Ailin Jesso                                                                        | Monneraud Bowerman                 | 3:57     |  |
| 9.                                                          | «Falling Forever»              | Lipa Ian Kirkpatrick Harle Emily Warren Tamposi Ailin                                                | Monneraud Bowerman                 | 4:00     |  |
| 10.                                                         | «Anything For Love»            | Lipa Kirkpatrick Harle Jesso Julia Michaels Ailin                                                    | Monneraud Bowerman                 | 3:09     |  |
| 11.                                                         | «Maria»                        | Lipa Wyatt Harle Ailin Michaels                                                                      | Monneraud Bowerman                 | 3:45     |  |
| 12.                                                         | «Happy For You»                | Lipa Parker Harle Ailin Jesso                                                                        | Monneraud Bowerman                 | 4:23     |  |
| 13.                                                         | «Love Again»                   | Lipa Bing Crosby Chelcee Grimes Stephen Kozmeniuk Irving Wallman Clarence Coffee Max Wartell         | Monneraud Bowerman                 | 6:02     |  |
| 14.                                                         | «Pretty Please»                | Lipa Michaels Kirkpatrick Ailin                                                                      | Monneraud Bowerman                 | 3:25     |  |
| 15.                                                         | «Levitating»                   | Lipa Coffee Sarah Hudson Jason Evigan                                                                | Monneraud Bowerman                 | 4:24     |  |
| 16.                                                         | «Sunshine»                     | Cleopatra Nikolic Dean Cover                                                                         | Monneraud Bowerman                 | 4:42     |  |
| 17.                                                         | «Cold Heart» (with Elton John) | Elton John Bernard Taupin Andrew Meecham Samuel Littlemore Nicholas Littlemore Peter Mayes           | Monneraud Bowerman                 | 5:28     |  |
| 18.                                                         | «Be the One»                   | Gale Jack Tarrant Lucy Taylor                                                                        | Monneraud Bowerman                 | 4:49     |  |
| 19.                                                         | «Dance the Night»              | Lipa Ailin Wyatt Mark Ronson                                                                         | Monneraud Bowerman                 | 4:07     |  |
| 20.                                                         | «Don't Start Now»              | Lipa Ailin Kirkpatrick Warren                                                                        | Monneraud Bowerman                 | 4:25     |  |
| 81:30                                                       |                                | |                                    |          |  |

### Posicionamientos en las listas
| Lista (2024–2025)                | Mejor posición |
| -------------------------------- | -------------- |
| Bélgica (Ultratop Flandes)       | 5              |
| Bélgica (Ultratop Valonia)       | 25             |
| Croacia (HDU)                    | 1              |
| Escocia (Scottish Albums Chart)  | 22             |
| España (PROMUSICAE)              | 31             |
| Estados Unidos (Top Album Sales) | 15             |
| Francia (SNEP)                   | 46             |
| Hungría (MAHASZ)                 | 18             |
| Países Bajos (Album Top 100)     | 58             |
| Polonia (ZPAV)                   | 68             |
| Portugal (AFP)                   | 21             |
| Reino Unido (UK Albums Chart)    | 40             |
| Suiza (Schweizer Hitparade)      | 41             |

### Historial de lanzamiento
| Región         | Fecha                   | Formato(s)                 | Discografía | Ref.   |
| -------------- | ----------------------- | -------------------------- | ----------- | ------ |
| Varias         | 6 de diciembre de 2024  | Descarga digital streaming | Warner      | [ 47 ] |
| Reino Unido    | 6 de diciembre de 2024  | CD vinilo                  | Warner      | [ 48 ] |
| Estados Unidos | 13 de diciembre de 2024 | CD vinilo                  | Warner      | [ 49 ] |

## Recepción
The Guardian le dio un puntaje de 3/5: «Es impresionante en escala y ambición, su voz es lo suficientemente fuerte como para no verse abrumada por la instrumentación, y no hay absolutamente ninguna razón por la que su estilo de dance-pop no deba funcionar cargado de cuerdas y metales». The Independent le dio una puntuación de 4/5: «El efecto es palpable mucho antes de que la sensación del disco-pop anglo-albanés ponga un pie en el escenario del Royal Albert Hall de Londres, que se ha transformado en un lujoso estadio circular para la noche». 
Decider le otorgó una calificación de 90/100 en su reseña: «No se trata simplemente de encajar una cosa en otra. Es más que eso, lo suficientemente grande como para soportar el extremo bajo rico de la voz mixta de soprano de Lipa y aún así permitirle espacio para la interpretación y el estilo. En cada momento, Dua Lipa encuentra maneras de añadir toques interesantes a sus canciones más memorables. Esto funciona maravillosamente a nivel visual. Desde Dua Lipa, hasta los músicos y el animado público del Royal Albert, hay una alegría palpable en la sala». Por su parte, WSJ le otorgó una calificación de 80/100 en su reseña: «Para el descontento de aquellos que se sienten olvidados por lo divino, algunas personas parecen haber sido besadas múltiples veces por Dios. Talento. Belleza. Carisma». Además, señala que Lipa se «muestra dispuesta a complacer, transformando el ambiente de la sala, que evoca la majestuosidad de una bóveda, en un espacio íntimo y cercano».

## Reconocimientos
| Organización           | Año  | Categoría                                                            | Resultado | Ref.   |
| ---------------------- | ---- | -------------------------------------------------------------------- | --------- | ------ |
| Premios Primetime Emmy | 2025 | Dirección técnica y trabajo de cámara excepcionales para un especial | Pendiente | [ 54 ] |